# Hôtel d'Estienne d'Orves
L'hôtel d'Estienne d'Orves, aussi appelé de Margallet, ou de Miollis, est un hôtel particulier situé au no 27 du cours Mirabeau, à Aix-en-Provence dans le département français des Bouches-du-Rhône et la région Provence-Alpes-Côte d'Azur.

## Historique
Le bâtiment fut construit dans la deuxième moitié du XVIIe siècle, au moment de la construction du cours Mirabeau, pour la famille Margalet, conseillers à la Cour des comptes de père en fils.
Il passe ensuite aux Maurellet.
Dans le dernier quart du XVIIIe siècle, il est acquis par le marquis de La Roquette. Ce dernier connaitra un sort funeste au cours des émeutes de décembre 1790 puisque, sur ordre de l'abbé Rive, il est réveillé le matin du 13 décembre 1790 pour être pendu au réverbère situé devant l'hôtel particulier.
Au XIXe siècle les murs accueillaient une auberge, l'"Auberge du Cours". Puis elle devint l'"Auberge du soleil"; durant cette période le bâtiment accueillit le roi Charles IV d'Espagne.
Il redevint hôtel particulier et fut acheté par la famille d’Estienne d’Orves, c’est d’ailleurs de cette famille que vient la tardive dénomination de cet édifice qui lui est restée encore aujourd’hui. Dans la première moitié du XIXe siècle le rez-de-chaussée sert de bureau pour la diligence en poste pour Draguignan et Brignolles (1822).
Sous Louis-Philippe (puis au Second Empire) le rez-de-chaussée abrita le Cercle constitutionnel de la ville.
En 1855 l'hôtel devient la première confiserie Brémond, puis un bazar. Durant ces différentes occupations commerciales, il semblerait que la décoration intérieure et son allure générale aient été bien préservée,.
Des éléments du bâtiments furent, en partie, classés Monument historique: la rampe d’escalier en 1929, puis la façade et la toiture en 1930.
Peu après son classement, la société « Printania » (ancêtre de Monoprix) fit l’acquisition des lieux à la suite de la vente de l’édifice par ses anciens propriétaires. Le déclassement de l’hôtel d’Estienne d’Orves des Monuments historiques a alors été demandé. La demande a été acceptée en 1936. La façade d'origine, qui était d'ordonnance, de type à pilastres colossaux de style Louis XIV, fut totalement remaniée. La porte principale ainsi que la rampe d'escalier ont également disparu à la suite de cette déclassification. Le grand portail à carrosse qui donnait sur la rue Nazareth a également été totalement enlevé, mais il fut sauvé in extremis par Henri Dobler, philanthrope aixois et propriétaire du pavillon Vendôme. Ce portail fut reconstruit au Jardin Campra en 1950.

## Architecture
À l'intérieur l'escalier disparu était, selon le témoignage de Marcel Provence: 

« ...à double part en fer forgé, doté d'une rampe à panneaux Louis XV des plus séduisantes. »

Sa porte d'entrée disparue se trouvait à droite de sa façade.